# Шастовский сельсовет
Ша́стовский сельсове́т — муниципальное образование со статусом сельского поселения в Варгашинском районе Курганской области Российской Федерации.
Административный центр — село Шастово.

## История
В соответствии с Законом Курганской области от 6 июля 2004 года № 419 сельсовет наделён статусом сельского поселения.

## Население
| 1926 | 1989  | 2002  | 2010 | 2012 | 2013 | 2014 |
| ---- | ----- | ----- | ---- | ---- | ---- | ---- |
| 1772 | ↘1168 | ↘1091 | ↘901 | ↘885 | ↘877 | ↘855 |
| 2015 | 2016  | 2017  | 2018 | 2019 | 2020 |      |
| ↘846 | ↘838  | ↗842  | ↘839 | ↘828 | ↗833 |      |

## Состав сельского поселения
| № | Населённый пункт | Тип населённого пункта       | Население |
| - | ---------------- | ---------------------------- | --------- |
| 1 | Волосниково      | деревня                      | ↘81       |
| 2 | Плотниково       | деревня                      | ↘215      |
| 3 | Секисово         | деревня                      | ↘111      |
| 4 | Шастово          | село, административный центр | ↘261      |
| 5 | Шмаково          | деревня                      | ↘233      |